# Aleksander Gabras
Aleksander Gabras (XV w.) – ostatni bizantyński książę państwa Teodoro na Krymie w latach 1474-1475 z dynastii Gabrasów.

## Życiorys
Był synem Aleksego II Gabrasa (1434-1444). Do władzy doszedł obalając w 1474 swojego wuja Izaaka Gabrasa (1471–1474) ze względu na jego pro-osmańską orientację w polityce zagranicznej. Pomoc w objęciu władzy uzyskał dzięki hospodarowi Mołdawii Stefanowi III Wielkiemu. Pod koniec maja 1475 na Krym przybyła armia i flota turecka, którą dowodził Gedik Ahmed Pasza. Turcy zdobyli genueńską kolonię Kaffę i inne włoskie posiadłości na Krymie. Następnie przez pół roku bez skutku oblegali Mangup, stolicę księstwa Teodoro. Dopiero w grudniu 1475 oblegające wojska zdołały podstępem wedrzeć się do miasta, dokonać rzezi jego mieszkańców i zlikwidować samo Księstwo Teodoro. Aleksander i jego rodzina zostali pojmani i przewiezieni do Konstantynopola. Tam książę został ścięty. Jego syn został przymusowo nawrócony na islam, a jego żona i córki zostały oddane haremu sułtana. 